# Meurtres à Avignon
Pour plus de détails, voir Fiche technique et Distribution.
Meurtres à Avignon est un téléfilm français réalisé par Stéphane Kappes et diffusé en 2016.

## Synopsis
Le squelette d'une jeune femme est retrouvé emmuré dans une église...

## Fiche technique
- Titre original : Meurtres à Avignon
- Réalisation : Stéphane Kappes
- Scénario : Emmanuel Patron et Armelle Patron
- Photographie : Emmanuel Soyer
- Montage : Bénédicte Gellé
- Musique : Xavier Berthelot
- Production : Odile McDonald et Alain Pancrazi
- Sociétés de production : Made in PM, avec la participation de France Télévisions, RTBF, TV5 Monde, Radio télévision suisse et du CNC
- Pays d'origine :  France
- Langue originale : français
- Genre : policier
- Durée : 90 minutes
- Dates de diffusion :
  - Suisse : 15 janvier 2016
  - Belgique, Luxembourg : 17 janvier 2016
  - France : 27 février 2016 sur France 3

## Distribution
- Catherine Jacob : commandant Laurence Ravel
- Laëtitia Milot : commandant Julie Ravel
- Farouk Bermouga : Abdel
- Solène Delannoy : Marion Larrieu
- Pascal Elso : Dimitri Bellac
- Isa Mercure : Marie Blanchard
- Frédéric Bodson : Georges Blanchard
- Jean-Yves Chatelais : Bruno
- Benjamin Duc : le hacker
- Julie Méjean : Elise
- Claude Maurice : mère Elisabeth
- Nelly Lawson : la sœur
- Thomas Walch : Pierre Pellegrin
- Béla Czuppon : Alain Gérard

## Tournage
Le tournage s'est déroulé en 21 jours au mois de septembre 2015,. Il s'est effectué à Avignon et dans ses environs : la chartreuse de Villeneuve-lès-Avignon, les communes de Comps et de Théziers, et dans les Alpilles. La ville d'Avignon représente 15 jours de tournage, notamment dans la rue des Teinturiers, à l'Île de la Barthelasse, à la Chambre de commerce et d'industrie et au Palais des papes.
La Commission du film Luberon Vaucluse estime que 560 000 euros ont été dépensés en région Provence-Alpes-Côte d'Azur.

## Commentaire
- Meurtres à Avignon est le quatrième épisode de la saison 3 de la collection Meurtres à.
- Il fait partie des 10 épisodes phares sélectionnés par la RTBF pour célébrer les 10 ans de la collection et diffusés pendant 6 mois sur Auvio[5].

## Audience
- France : 4,34 millions de téléspectateurs (première diffusion) (17,3 % de part d'audience)

Lors de sa diffusion sur France 3, le 27 février 2016, le téléfilm a réuni, en France, 4,34 millions de téléspectateurs, se positionnant en deuxième position de la soirée, après The Voice : La Plus Belle Voix, avec une part d'audience de 18,3 %. 
À noter qu'il a fait un score équivalent (environ 4 millions) lors de sa rediffusion un an plus tard.

## Réception critique
Moustique accorde 1 étoile (sur 4) pour un « téléfilm formaté » qui, pour une fois, remplace l'intrigue sentimentale par une histoire familiale, pas davantage originale.  Télé Loisirs juge le « duo Catherine Jacob/Laëtitia Milot [...] amusant » et l'enquête « émouvante ». Le magazine attribue 3 étoiles (sur 5) à la fiction.